# Післяпологова депресія
Післяпологова (постнатальна) депресія (англ. Postpartum depression, PPD) — ендогенний психічний розлад настрою, що трапляється після народження дитини. Часто його описують як епізод великого депресивного розладу. Найчастіше його спостерігають у жінок, але він також трапляється у чоловіків. Післяпологовою депресією страждають 13–20% матерів  і бл. 10% батьків. Післяпологовий психоз як гостра форма післяпологової депресії вражає 1-2 жінок із 1000. Серед симптомів глибокий смуток, брак енергії, тривога, розлади сну та харчування. Без своєчасного лікування підвищує суїцидальні ризики та імовірність нанесення шкоди дитині. Післяпологову депресію слід відрізняти від стану "baby blues" та складнішого стану післяпологового психозу.

## Етіологія
Точна причина захворювання невідома, припускають комбінацію психічного, емоційного, генетичного та соціального факторів. Особливу вагу відводять гормональним змінам під час вагітності, пологів та у післяпологовий період, депривації сну від необхідності цілодобового догляду за новонародженим, психологічну травматизацію ускладненими пологами чи акушерським насильством).
Симптоми посттравматичного стресового розладу є звичайними після пологів, з поширеністю 24–30,1 % через 6 тижнів і зниженням до 13,6 % через 6 місяців. При ускладненнях пологів (зокема, з мертвонародженням) показники ПТСР зростають.
Підвищений ризик спричиняють попередні епізоди післяпологової депресії, біполярний розлад, випадки депресії в родині, психологічний стрес, ускладнення під час пологів, брак підтримки матері та розлади, пов'язані зі вживанням наркотиків. 

## Діагностика
Більшість жінок переживають короткий період тривоги та смутку після пологів, тоді як ознаками саме післяпологової депресії можуть бути гострі симптоми та їхня тривалість понад 2 тижні.
До нозології також відносять депресію, що вражає 4–20 % жінок будь-коли під час вагітності або впродовж 4 тижнів після пологів.

## Протікання
Без лікування післяпологова депресія може тривати місяцями або роками, призводити до суїциду та вбивства немовлят. 
У 38 % випадків післяпологової депресії жінки все ще перебувають у такому стані через 3 роки після пологів. У 0,2 % вагітних післяпологова депресія призводить до психозу.
ВООЗ описує післяпологовий період як найбільш критичний і водночас найбільш занедбаний етап у житті матерів і немовлят. Більшість материнської смертності і смерті новонароджених припадає на післяпологовий період.

## Лікування та профілактика
Надання допомоги (розподіл догляду за немовлям, забезпечення повноцінного відпочинку і харчування) та психологічної підтримки (наприклад, спілкування та турбота) людям у групі ризику може запобігти розвитку післяпологової депресії.
Для лікування можуть використовувати психотерапію або медикаменти. Ефективними є: когнітивно-поведінкова терапія, психодинамічна терапія, інтерперсональна психотерапія. Попередні дані підтверджують ефективність використання селективних інгібіторів зворотного захоплення серотоніну.

## Диференційна діагностика
З деяких нових даних відомо, що симптоми розладів настрою після народження дитини дружиною чи партнеркою трапляються також і в чоловіків. Їх спостерігали у близько 10% татів. При цьому післяпологову депресію та більш складний стан післяпологового психозу слід відрізняти від стану "baby blues".